# Simon Busuttil

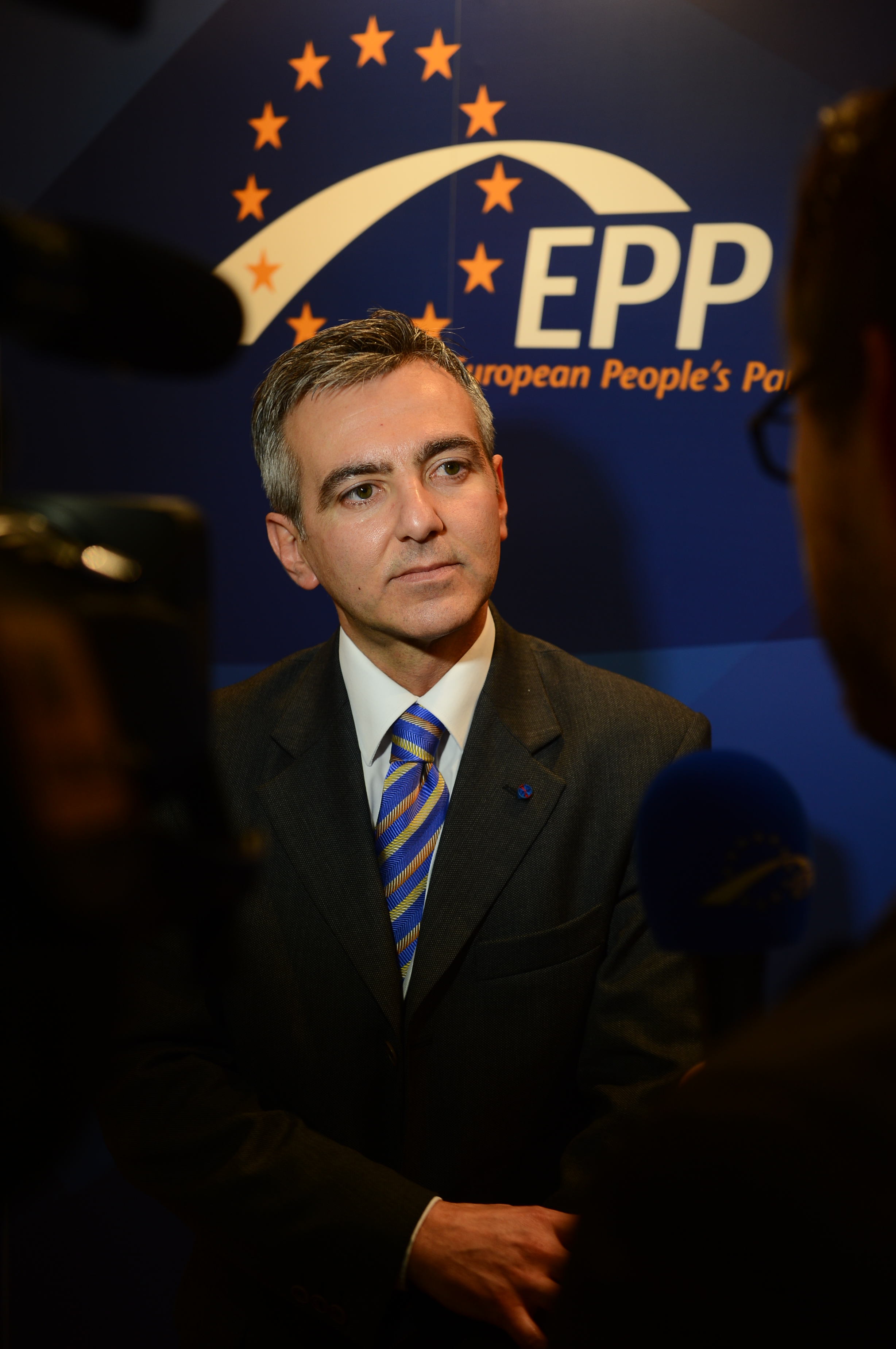
Simon Busuttil (2013)

Simon Busuttil (* 20. März 1969 in Attard, Malta) ist ein
maltesischer Politiker und war von 2004 bis 2013 Mitglied des Europäischen Parlaments.
Er ist Mitglied der Nationalistischen Partei Maltas, Mitglied im Büro der Europäischen Volkspartei und saß als Europaparlamentarier im Haushaltskontrollausschuss des Europäischen Parlaments und seinem Haushaltsausschuss.
Busuttil war auch Stellvertreter im Ausschuss für regionale Entwicklung und Stellvertreter im „Nichtständigen Ausschuss zur behaupteten Nutzung europäischer Staaten durch die CIA für die Beförderung und das rechtswidrige Festhalten von Gefangenen“. Des Weiteren war er stellvertretender Vorsitzender der Delegation für die Beziehungen zu den Maghreb-Ländern und der Union des Arabischen Maghreb (einschließlich Libyen) und Mitglied der Delegation in der Parlamentarischen Versammlung Europa-Mittelmeer.

## Werdegang
Simon Busuttil erlangte den Titel eines Doktor der Rechtswissenschaften 1994 an der Universität von Malta. 1994 erlangte er zusätzlich den akademischen Grad eines MA in „Europäischen Studien“ an der Universität von Sussex und 1995 den Titel eines Magister Juris im Internationalen Recht an der Universität von Malta.
Bereits 1994 wurde er dann Partner in einer Anwaltskanzlei. Er war unter anderem als Berater in EU-Fragen tätig; so 1996 für den Umweltminister Maltas, 1998 für den Minister für Bildungsfragen und 2003/2004 für den Minister für auswärtige Angelegenheiten. Von 1999 bis 2003 war Busuttil Leiter des EU-Informationszentrums auf Malta und im gleichen Zeitraum Mitglied der Kernverhandlungsgruppe Malta-EU. Von 1999 bis 2004 gehörte er dem Lenkungs- und Aktionsausschusses Malta-EU an.

## Öffentliche Ämter
Simon Busuttil war während seines Studiums von 1989 bis 1991 Vorsitzender der Christdemokratischen Studenten (SDM) und von 1991 bis 1992 Studentenvertreter im Senat der Universität von Malta. 1992 war er Internationaler Sekretär des Nationalen Jugendrats (Malta). Von 1997 bis 1999 war Busuttil Generalsekretär der Europäischen Bewegung von Malta.
1998 wurde er Vorsitzender des Verbands für Einkaufen am Flughafen.

## EU-Parlamentarier
Im Jahr 2012 ist Busuttil Mitglied in folgenden Ausschüssen und Delegationen:
im Ausschuss für bürgerliche Freiheiten, Justiz und Inneres, im Petitionsausschuss, im Sonderausschuss gegen organisiertes Verbrechen, Korruption und Geldwäsche und in der Delegation für die Beziehungen zu Albanien, Bosnien und Herzegowina, Serbien, Montenegro sowie Kosovo.
Als Stellvertreter ist Busuttil im Ausschuss für Binnenmarkt und Verbraucherschutz, in der Delegation für die Beziehungen zur Schweiz und zu Norwegen, im Gemischten Parlamentarischen Ausschuss EU-Island und im Gemischten Parlamentarischen Ausschuss Europäischer Wirtschaftsraum und in der Delegation in der Parlamentarischen Versammlung der Union für den Mittelmeerraum.

## Orden
- 2003: Mitglied des Nationalen Maltesischen Verdienstordens